# Eparquía de Košice
La eparquía de Košice (en latín: Eparchia Cassovien(sis) o Košicen(sis) y en eslovaco: Košická eparchia) es una circunscripción eclesiástica greco-católica eslovaca de la Iglesia católica en Eslovaquia, sufragánea de la archieparquía de Prešov. La eparquía tiene al obispo Cyril Vasiľ, S.I. como su ordinario desde el 24 de junio de 2021. 
En el Anuario Pontificio la Santa Sede usa el nombre Košice per i cattolici di rito bizantino.

## Territorio y organización
La eparquía extiende su jurisdicción sobre los fieles católicos de rito bizantino greco-católico eslovaco residentes en la región de Košice.
La sede de la eparquía se encuentra en la ciudad de Košice, en donde se halla la Catedral de la Natividad de la Madre de Dios.
En 2020 en la eparquía existían 15 parroquias.

## Historia
El exarcado apostólico de Košice fue creado el 27 de enero de 1997 con la bula Ecclesiales communitates del papa Juan Pablo II, separando territorio de la eparquía de Prešov (hoy archieparquía).

(...) iudicavimus opportunum nonnulla loca iurisdictione Episcopi Presoviensis distrahere et novam Exarchiam condere. Quapropter Apostolica Nostra de auctoritate novam Exarchiam pro fidelibus ritus Byzantini constituimus, Košiciensem appellandam, cuius sedes in urbe Cassovia locabitur et Cathedrale templum sacra aedes Nativitatis Beatissimae Genetricis Dei Mariae erit. Haec deinceps Exarchia immediate Sedi Apostolicae subicietur et totam regionem civilem Cassoviensem complectetur. Omnes porro sacerdotes Eparchiae Prešoviensis, qui in paroeciis dicti territorii ministerium praestant, novae Exarchiae ipso facto incardinabuntur similiter et Seminarii tirones ex iisdem paroeciis provenientes ad novam circumscriptionem pertinebunt. Ad haec perficienda, consuetudines iuraque congrua serventur et quae a Codice Orientali praecipiuntur, nihil quibusvis rebus minime officientibus.

El 30 de enero de 2008 el exarcado apostólico fue elevado a eparquía con la bula Qui successimus del papa Benedicto XVI. A su vez el nombre latino de la circunscripción eclesiástica fue cambiado de Kosicensis a Cassoviensis.

(...) summa Nostra potestate eandem Exarchiam Apostolicam ad gradum Eparchiae evehimus nomine Cassoviensis propriis cum iuribus et obligationibus; quam quidem metropolitanae Sedi Prešoviensi subicimus cuiusque sedem ponimus in urbe Cassovia dum volumus ut Cathedralis ecclesia maneat templum Nativitatis Beatissimae Mariae Dei Genetricis, quod hucusque princeps sacra aedes fuit eiusdem Apostolicae Exarchiae. Mandamus insuper ut omnes sacerdotes in territorio Exarchiae Apostolicae ministerium exercentes ipso facto novae Eparchiae incardinentur itemque seminarii alumni ex eiusdem paroeciis novae circumscriptioni ascribantur. Haec omnia reliquaque secundum normas Codicis Canonum Ecclesiarum Orientalium temperentur.

## Estadísticas
De acuerdo al Anuario Pontificio 2020 la eparquía tenía a fines de 2019 un total de 74 643 fieles bautizados.
| Año                                                                             | Población            | Población | Población      | Sacerdotes | Sacerdotes    | Sacerdotes    | Bautizados por sacerdote | Diáconos permanentes | Religiosos | Religiosos | Parroquias |
| Año                                                                             | Bautizados católicos | Total     | % de católicos | Total      | Clero secular | Clero regular | Bautizados por sacerdote | Diáconos permanentes | Varones    | Mujeres    | Parroquias |
| ------------------------------------------------------------------------------- | -------------------- | --------- | -------------- | ---------- | ------------- | ------------- | ------------------------ | -------------------- | ---------- | ---------- | ---------- |
| 1999                                                                            | 72 304               | ?         | ?              | 134        | 123           | 11            | 539                      | 2                    | 28         | 45         | 87         |
| 2001                                                                            | 72 792               | ?         | ?              | 135        | 124           | 11            | 539                      | 3                    | 22         | 53         | 87         |
| 2002                                                                            | 84 002               | ?         | ?              | 148        | 134           | 14            | 567                      | 3                    | 21         | 59         | 90         |
| 2003                                                                            | 83 857               | ?         | ?              | 151        | 139           | 12            | 555                      | 3                    | 17         | 45         | 83         |
| 2004                                                                            | 83 776               | ?         | ?              | 159        | 146           | 13            | 526                      | 2                    | 24         | 43         | 91         |
| 2009                                                                            | 79 394               | ?         | ?              | 166        | 148           | 18            | 478                      | 3                    | 21         | 47         | 148        |
| 2013                                                                            | 89 200               | ?         | ?              | 168        | 155           | 13            | 530                      | 1                    | 17         | 41         | 94         |
| 2016                                                                            | 74 234               | ?         | ?              | 172        | 158           | 14            | 431                      | 3                    | 18         | 37         | 94         |
| 2019                                                                            | 74 643               |           |                | 170        | 157           | 13            | 439                      | 1                    | 13         | 35         | 95         |
| Fuente: Catholic-Hierarchy, que a su vez toma los datos del Anuario Pontificio. |                      |           |                |            |               |               |                          |                      |            |            |            |

## Episcopologio
- Milan Chautur, C.SS.R. (27 de enero de 1997-24 de junio de 2021 renunció)
- Cyril Vasiľ, S.I., desde el 24 de junio de 2021[5]